# Gut Bendeleben
Gut Bendeleben (auch Schloss Bendeleben) bezeichnet einen historischen Gutshof im Ortsteil Bendeleben der Gemeinde Kyffhäuserland im Kyffhäuserkreis in Thüringen. Das Schloss Sondershäuser Straße 2, das Uckermannsche Schloss Schlossstraße 12, die Orangerie Schlossstraße 4 und die Parkanlage am Parkweg sind als „Einzeldenkmale“ in der Liste der Kulturdenkmale in Kyffhäuserland eingetragen. Die Gutsanlage mit ihren Teilobjekten ehemaliger Kuhstall, Inspektorenhaus, Wirtschaftsgebäude, Taubenhaus, Schafstall, Schweinestall mit Speicher, Pferdestall und Kutschpferdestall ist als „Sachgesamtheit Gutsanlage“ in der Liste der Kulturdenkmale eingetragen. Damit stehen alle Teile des Gutes unter Denkmalschutz.

## Geschichte

### Anfänge
Bereits um 1000 legten Mönche des Klosters Göllingen Teiche an, um das Tal landwirtschaftlich nutzbar zu machen, und nutzten den natürlichen Wasserfluss von Westen nach Osten. Daher rührt die gestreckte Form des Gutes von Westen nach Osten.

### 1433: Familie von Bendeleben
Am 23. Juni 1433 erwarb Martin von Bendeleben gemeinsam mit seinem Onkel Siegfried von Bendeleben vom Landgrafen Friedrich IV. von Meißen und Thüringen mit Genehmigung seiner Vettern, der Herzöge Friedrich II. und Sigismund von Sachsen, das Gut Bendeleben für 300 Mark Silber. Knapp drei Jahrhunderte lebten die Nachkommen Martins von Bendeleben dort und gelangten außerdem in den Besitz der oberen Sachsenburg an der Unstrut.

### 1705: Familie (von) Uckermann

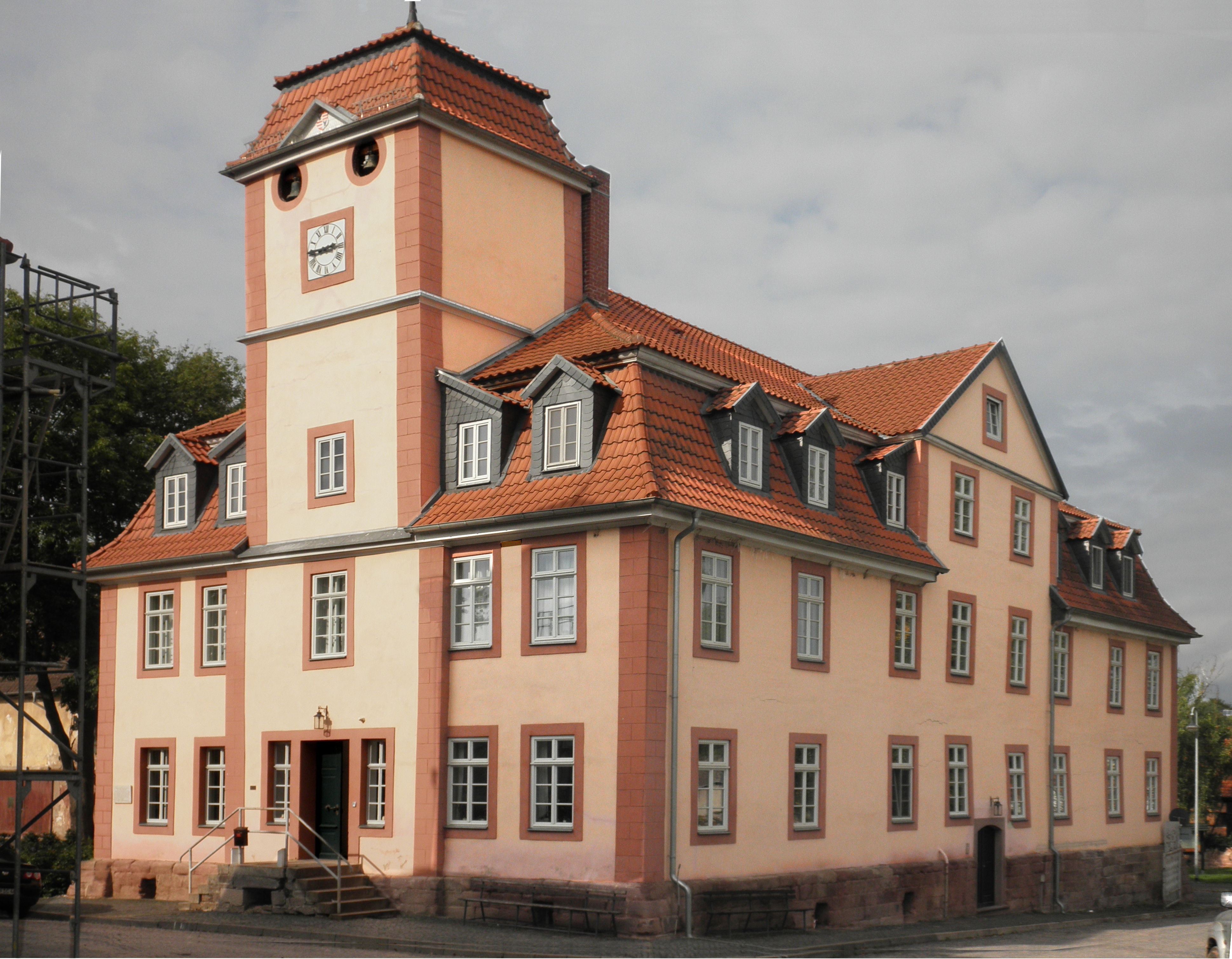
Altes Schloss

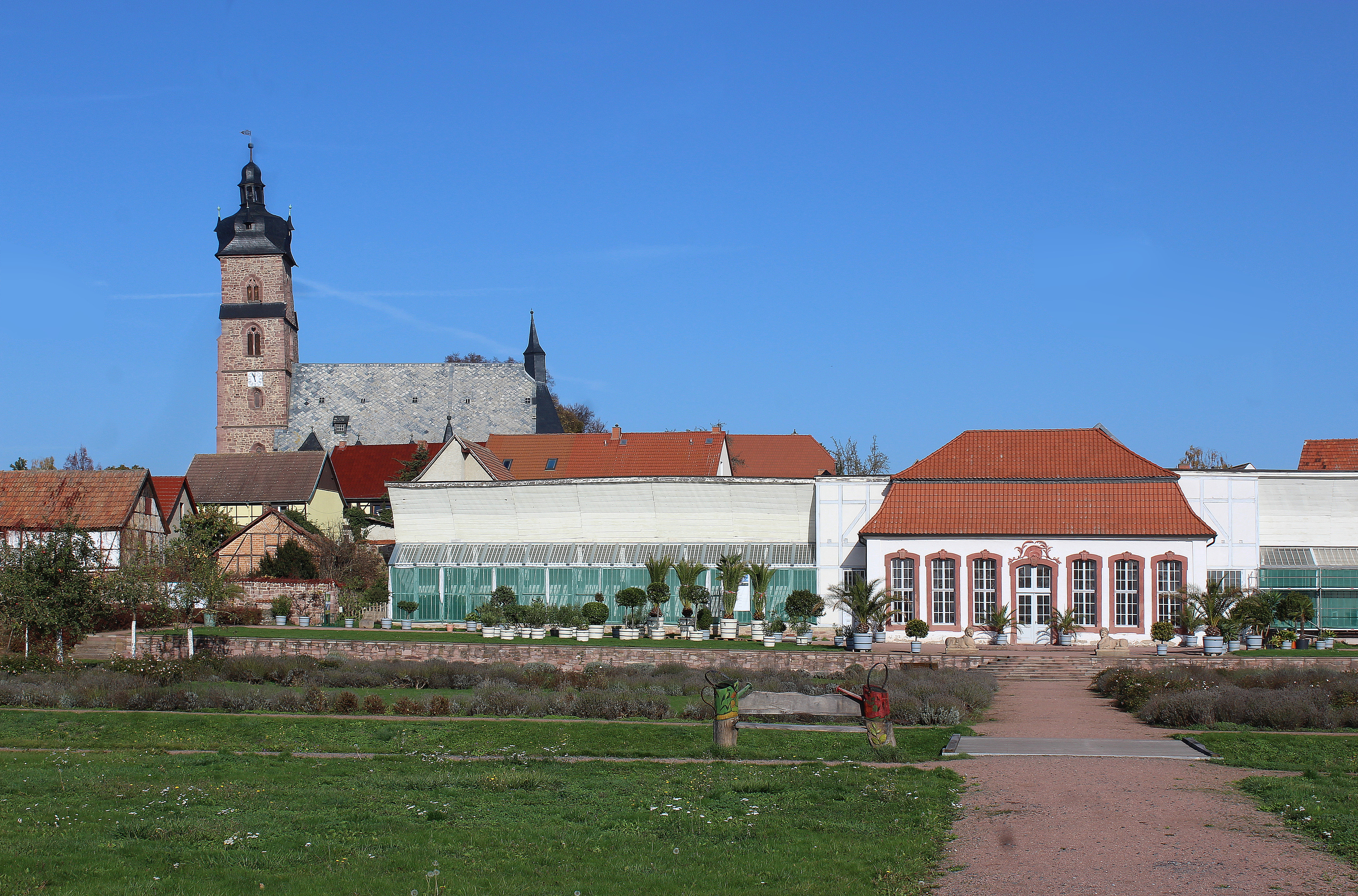
Orangerie mit Blick auf die Kirche St. Pankratii

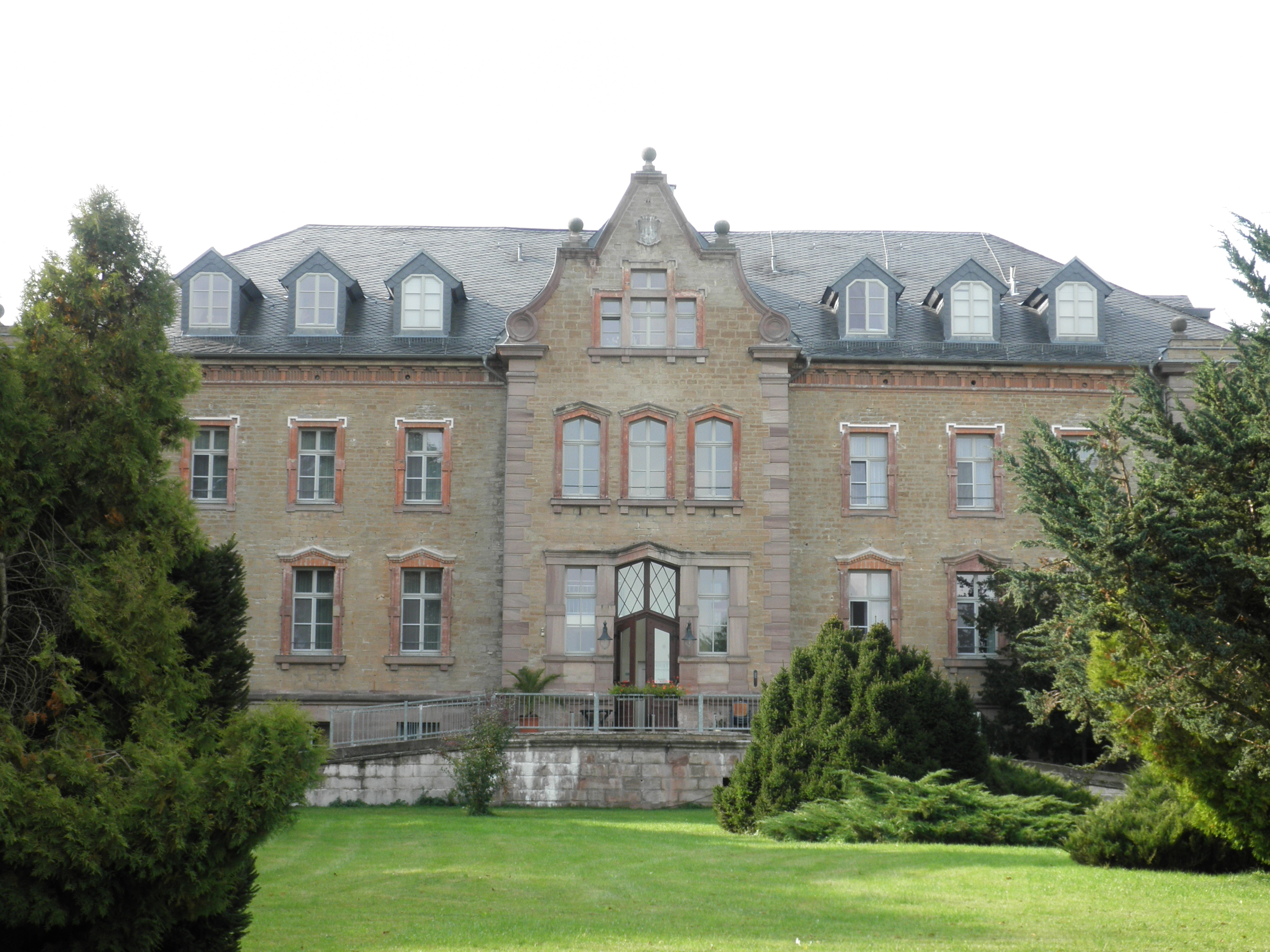
Neues Schloss

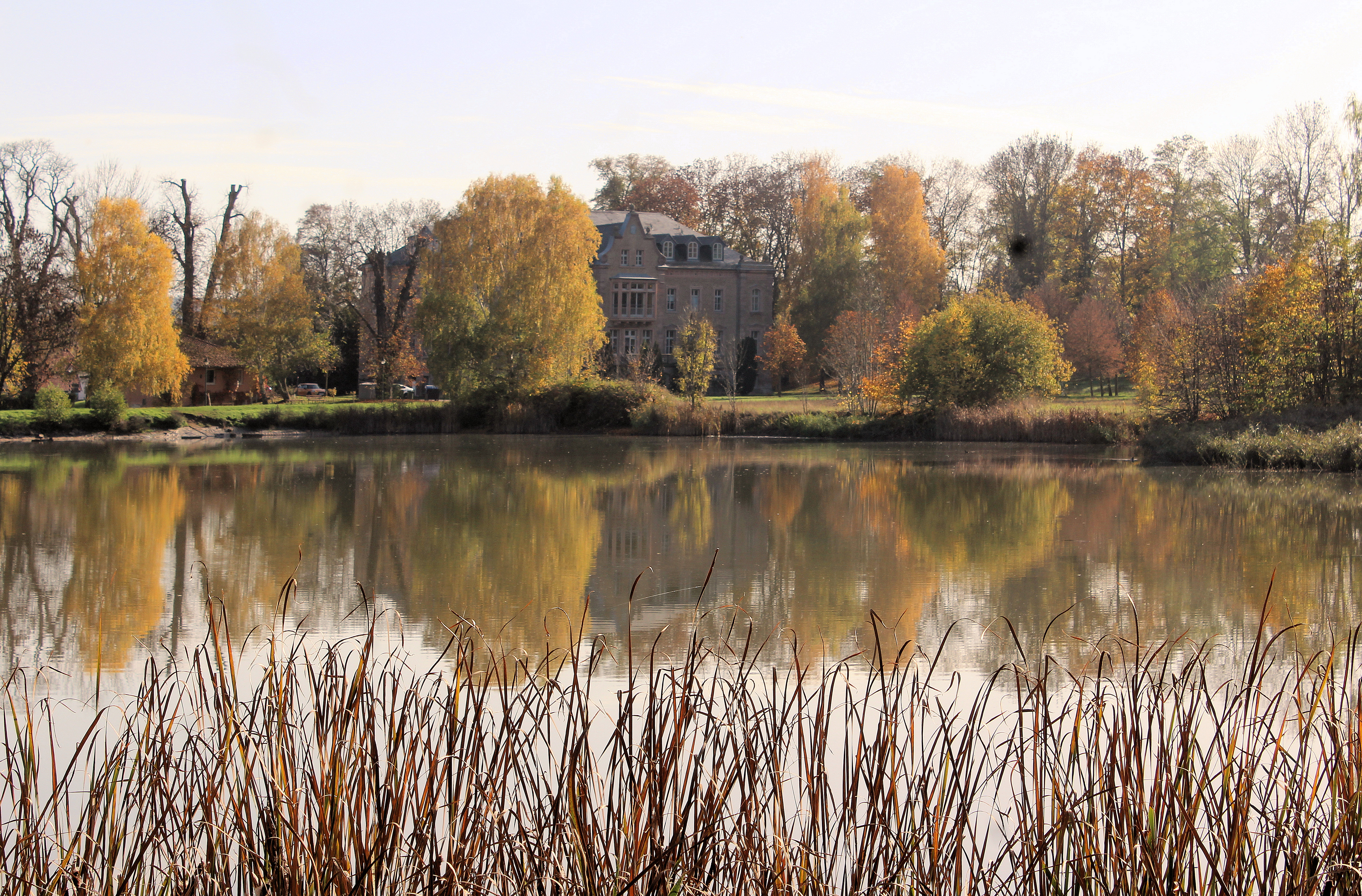
Blick aufs Neue Schloss vom Park

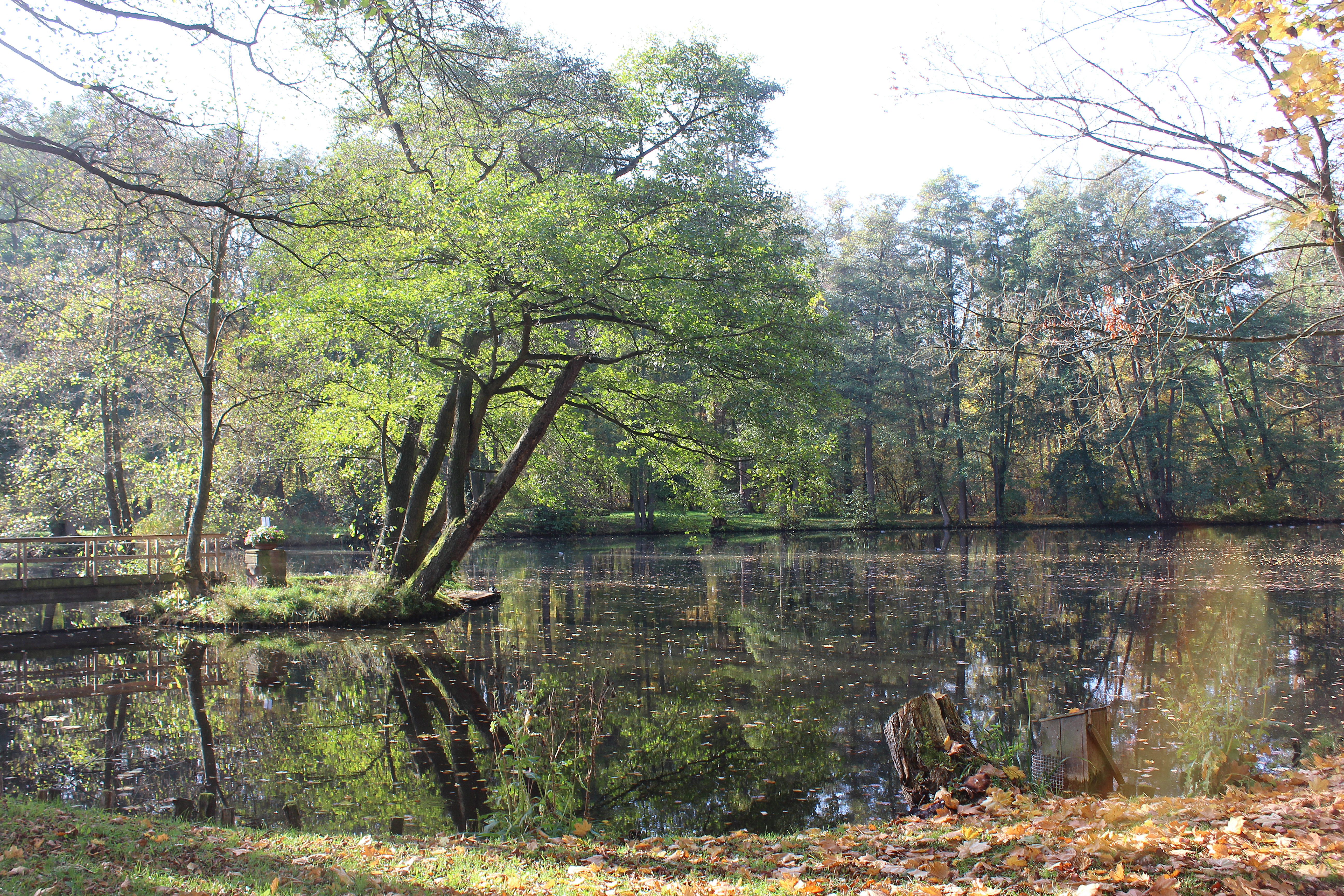
Teich im Schlosspark

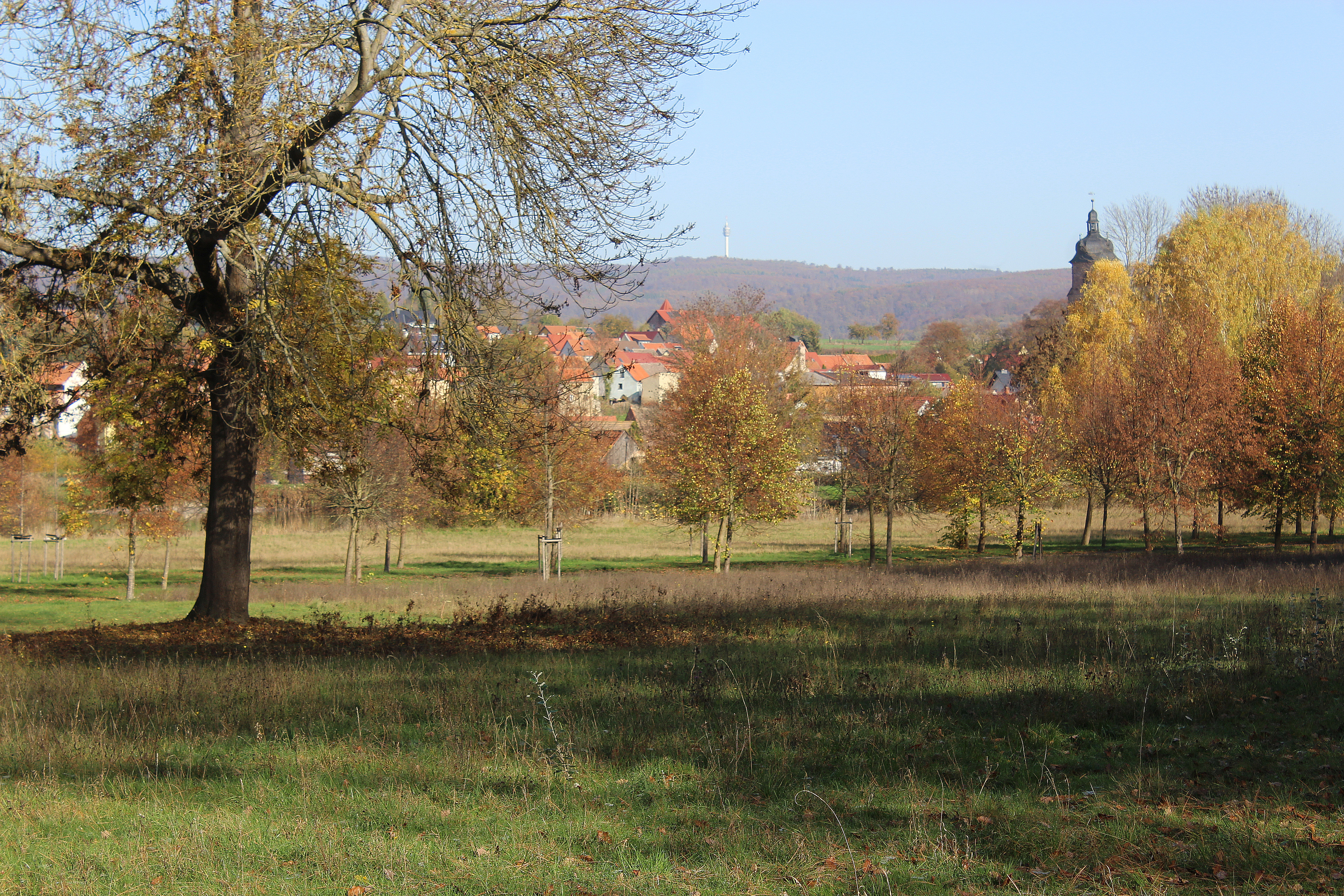
Schlosspark mit Blick zum Dorf

1705 musste die Familie von Bendeleben das Gut aufgrund von Überschuldung verkaufen. Käufer war ein Mitglied der Kaufmannsfamilie Uckermann, die unter anderem im ca. 70 km westlich in der Landgrafschaft Hessen-Kassel gelegenen Wanfried den Bürgermeister stellte.
Johann Jacob Uckermann II. (* 1718; † 1781), Sohn des Bürgermeisters, der als Kaufmann durch gute Geschäfte zu Reichtum und Ansehen gelangt war, erbte das Anwesen und begann es ab 1764 als landwirtschaftlichen Betrieb auszubauen. Zudem lieh er dem in den Siebenjährigen Krieg verwickelten Kasseler hessischen Landgrafen Friedrich II. Geld. Dafür wurde er am 31. Dezember 1770 in den Reichsfreiherrenstand erhoben und zum Geheimen Kriegsrat sowie später zum Generalpostintendanten ernannt. Uckermann ließ sich in Bendeleben ein neues Schloss (das heutige „Alte Schloss“), Wohnhäuser für die Bediensteten, zwei Wirtschaftshöfe und eine Orangerie mit Garten errichten. Die Leitung hatte der seit 1770 am Sondershäuser Fürstenhof tätige Johann Friedrich Rudolph Steiner inne, der danach an den Weimarer Hof wechselte.
Johann Jacob von Uckermann III. (1763–1836), sein Sohn, erbte das Anwesen und wurde so Lehns- und Gerichtsherr auf Bendeleben. Zudem war er Major der Artillerie der Kursächsischen Garde. Mit seiner Frau Christiane Eleonore Hofmann, einem ehemaligen Stubenmädchen aus dem Hotel „Goldener Engel“ in Dresden, das ihn bis 1848 überlebte, hatte er sieben Söhne und fünf Töchter.
Karl von Uckermann-Bendeleben und Otto von Bendeleben-Uckermann, die ältesten der 12 Kinder, übernahmen das Gut. Karl (1803–1877) war zudem von 1837 bis 1847 Oberhofmeister bzw. Hofmarschall des Fürsten Günther Friedrich Carl II. von Schwarzburg-Sondershausen und Ehrenritter des Johanniterordens. Er erreichte 1840/41 die Namens- und Wappenerweiterung des Freiherrentitels von Uckermann-Bendeleben. Sein Bruder Otto (1804–1855) war wie sein Vater königlich sächsischer Major und wurde Erb-, Lehns- und Gerichtsherr auf Bendeleben. Vom 31. August 1843 bis Ende 1844 war er Mitglied des (ersten) Landtags des Fürstentums Schwarzburg-Sondershausen und vertrat dort den Wahlkreis 1, die Ritter- und Freigutsbesitzer der Unterherrschaft. 1848 bewarb er sich erfolglos um das Schwarzburg-Sondershäuser Mandat in der Deutschen Nationalversammlung. Nach der Märzrevolution ließ er sich von seiner Ehefrau scheiden und wanderte mit seiner Haushälterin Minna Balbach, geb. Börner, nach Kalifornien aus. 1852 wohnte er in San Francisco. 1853 ließ er sich in der Nähe von San José nieder, wo er Ländereien erwarb und bis zu seinem Tod 1855 lebte.

### 1849: Familie (von) Krause
1849 verkaufte die Familie von Uckermann das Rittergut an den Kaufmann Wilhelm Hugo Krause aus Braunschweig, der danach 1852 in den erblichen Adelsstand erhoben wurde. Das kam seinem 1835 geborenen Sohn Hugo (1835–1874) zugute, der Diplomat in London wurde. 1860/61 erfolgte der Bau des neuen Schlosses westlich des Gutshofes nach Planung des Braunschweiger Baurates Brake.
1873 heiratete Hugo von Krause Hilda, geb. von Bunsen (1848–1932). 1874 starb Hugo von Krause in London nach einem Reitunfall und hinterließ einen drei Monate alten Sohn, Wilhelm. Hugos Witwe Hilda heiratete 1877 einen Freund ihres ersten Mannes, den Bankier Adolf von Deichmann (1831–1907), ältester Sohn Wilhelm Ludwig Deichmanns.
Hilda Freifrau von Deichmann verwitwete von Krause führte den Gutsbetrieb bis zur Rückkehr ihres Sohnes Wilhelm aus dem Ersten Weltkrieg 1920 als Rittmeister d. R. a. D. Wilhelm von Krause heiratete 1921 in Naundorf die verwitwete Franziska Fürstin von Lieven, die mit ihrer Tochter aus erster Ehe, Alexandra von Oelsen (1905–1999), als Flüchtling aus dem Baltikum nach Bendeleben gekommen war. Das Gut ließ er bereits ab 1920 bis 1926 vom Amtmann Schulz und danach von Max Hansen verwalten. Alexandra machte zunächst eine Lehre auf dem Gut und absolvierte ein Landwirtschaftsstudium in Jena mit Abschluss als Saatzuchtleiterin. Danach wurde das Gut Bendeleben in vielen Sparten zum Musterbetrieb entwickelt. 1933 heiratete Alexandra von Oelsen in Bendeleben Hermann Graf von Arnim-Muskau. Unter der Leitung von Alexandra und ab 1935 unter Claus von Kursell wurde u. a. die Luzerne-Saatzucht gepflegt und eine Sorte entwickelt, die noch bis 1990 als „Arnim-Luzerne Luna“ Sortenschutz genoss. Alexandra wurde von ihrem Stiefvater als Erbin von Bendeleben adoptiert. Das Gut Bendeleben des Wilhelm von Krause hatte Anfang der 1940er Jahre einen Umfang von 626 ha und war vormals ein Familienfideikommiss, dann ein Allodgut. Gutsherr von Krause fstl. schwarzb. Kammerherr und Leg.-Rat a. D.

### 1945: Verstaatlichung zu DDR-Zeiten
1945 flohen Alexandra und Hermann Graf von Arnim-Muskau von Bendeleben nach München. Im folgenden Jahr wurde Wilhelm von Krause entschädigungslos enteignet. Das 630 ha umfassende Gut Bendeleben wurde zu 85 % zu einem volkseigenen Gut und zu 15 % im Rahmen der sogenannten Bodenreform aufgesiedelt. 1953–1981 lag die Saatzucht unter Leitung von Edmund Werner, danach bis 1991 Wilfried Neumerkel. Der Landwirtschaftsbetrieb, als Zweigbetrieb des VEG Wasserthaleben, stellte in den 1960er Jahren die Haltung von Milchkühen und Schweinen ein. Die Schafzucht lief weiter. 1968 wurde mit der Mast von Geflügel zur Broilerproduktion begonnen.

### 1991: Familie von Arnim
1991 holten der frühere LPG-Leiter Claus Werner und Eugen Schenk Frau Alexandra Gräfin von Arnim-Muskau, geb. von Krause, Baronesse von Oelsen (1905–1999), im Alter von 86 Jahren als Alteigentümerin und Wiedereinrichterin nach Bendeleben. Gemeinsam mit ihrem Neffen und Adoptivsohn, dem Kardiologen Thomas Graf von Arnim, Nachfahre des Arztes und Autors Dankwart Graf von Arnim-Sperrenwalde (1919–1981), betrieb sie zusammen mit den früheren Mitarbeitern den Neuaufbau des Gutes. Hierzu wurden die Flächen des ehemaligen VEG zunächst zugepachtet. Gemeinsames Ziel war das Anknüpfen an die sehr erfolgreiche, landwirtschaftliche Vorkriegstradition eines vorbildlichen Betriebes mit moderner Technik. 1992 wurde die Schafzucht eingestellt und ein Zuchtbetrieb für die Fleischrinderrasse Charolais begonnen. 1999 erfolgte die Übernahme eines Hopfenfeldes im benachbarten Rottleben. Im gleichen Jahr starb Alexandra Gräfin von Arnim. Sie war die Tochter des kurländischen gutsherrn Hans Baron von Oelsen und der Franziska von Schmidthals; die Mutter heiratete in dritter Ehe den Diplomat Wilhelm von Krause-Bendeleben.
2002 begannen die Eheleute Sabine und Thomas von Arnim mit der Sanierung der denkmalgeschützten baulichen Anlagen des Gutes. 2006 wurde die Renovierung des Schlosses mit vier Mietwohnungen, Ausstellungs- und Veranstaltungsräumen sowie Büros abgeschlossen. Für die Restaurierung der großen barocken Hofgebäude erhielt Sabine Gräfin von Arnim 2012 den Thüringer Denkmalschutzpreis. Danach übernahm Felix Graf von Arnim, der jüngste Sohn von Thomas, nach agrarwissenschaftlichem Studium zunächst Aufgaben zur Unterstützung seines Vaters in Führungsfunktionen und ab 2020 auch den operativen Betrieb von Claus Werner und erweiterte ihn unter anderem durch einen Hofladen.

## Gebäude und Freianlagen heute
Von der ursprünglichen Gutsanlage aus dem 18. Jahrhundert haben sich noch zahlreiche Gebäude erhalten, die insbesondere um einen großen östlich gelegenen Wirtschaftshof liegen.
Neben dem Uckermannschen „Alten Schloss“ und dem Inspektorenhaus, die den Eingang zum westlichen Wirtschaftshof bilden, gehören zum Ensemble verschiedene Speichergebäude, Ställe sowie eine Remise mit Taubenturm. Von den Wirtschaftsgebäuden im östlichen Wirtschaftshof ist vor allem der stattliche langgestreckte Schafstall aus der zweiten Hälfte des 18. Jahrhunderts hervorzuheben. Nach Aussage der „Interessengemeinschaft Private Burgen, Schlösser und Gutsanlagen in Thüringen e. V.“ gehört Gut Bendeleben zu den bedeutendsten und weitestgehend vollständig erhaltenen Gutsanlagen des 18. und 19. Jahrhunderts in Nordthüringen.
Das in der Ost-West-Achse zwischen Schlosspark und Wirtschaftshof gelegene „Neue Schloss“ ist ein 1860/61 entstandener Bau des Historismus. Es ist ein zweigeschossiger Massivbau über hohem Sockelgeschoss. Die Gebäudeecken sind pavillonartig ausgebildet. Schauseite ist die zum Park ausgerichtete Ostfassade mit giebelbekröntem Mittelrisalit und Freitreppe. Heute wird das Gebäude als Altenheim genutzt.
Der ab 1765 anstelle eines ehemaligen Hirschgartens angelegte Schlossgarten weist noch Elemente aus der traditionellen architektonischen Parkgestaltung wie Einfriedungen und die Anlegung einer ursprünglich vierreihigen Hauptallee mit Rondell als Ost-West-Achse auf. In der freien, naturnahen Anordnung von Teichen, Wiesenflächen, Gehölzkomplexen und Einzelbäumen zeigen sich jedoch bereits Gestaltungsmerkmale des englischen Landschaftsgartens.
Der ehemalige Lustgarten im Dorf, außerhalb des Schlossbereiches, wurde wohl gleichzeitig mit dem Schlosspark als Barockgarten eingerichtet. Er wird im Norden durch eine Orangerie von ca. 1770 mit flankierenden Treibhäusern abgeschlossen. Das Hauptgebäude ist ein eingeschossiger Putzbau mit Mansarddach und Gliederungselementen in Sandstein. Über dem Eingang befindet sich eine Kartouche mit Rocailleformen. Die eingeschossigen Treibhäuser haben holzverschalte Hohlspiegel.
Während der 2021er BUGA, deren Hauptstandort Erfurt war, gab es mit dem Bendelebener Schlosspark einen Außenstandort.